# Tremella penetrans
Tremella penetrans är en svampart som först beskrevs av Hauerslev, och fick sitt nu gällande namn av Jülich 1983. Tremella penetrans ingår i släktet Tremella och familjen Tremellaceae.  Artens status i Sverige är: Ej påträffad. Inga underarter finns listade i Catalogue of Life.